# Royal Aircraft Factory N.E.1
Il Royal Aircraft Factory N.E.1 (noto anche come RAF N.E.1) fu un caccia notturno, monomotore in configurazione spingente, biposto e biplano, sviluppato dall'istituto di ricerca britannico Royal Aircraft Factory (RAF) negli anni dieci del XX secolo.
Destinato ad equipaggiare gli Squadrons del Royal Flying Corps (RFC) destinati all'intercettazione notturna degli Zeppelin, i dirigibili utilizzati dalla Luftstreitkräfte in missioni di bombardamento su Londra durante la prima guerra mondiale, pur avviato alla produzione in piccola serie e assegnato a un reparto operativo, non superò mai la fase di valutazione non trovando applicazione in combattimento.

## Storia del progetto
Nel 1917 la Royal Aircraft Factory decise di avviare lo sviluppo di un nuovo modello destinato a missioni di caccia notturna basandosi sul precedente F.E.9 e indicandolo come F.E.12. Il progetto del nuovo velivolo riutilizzava parte della cellula del modello da cui traeva origine, travi di coda, carrello d'atterraggio e sezione centrale dell'ala, adottando nuovi elementi nei piani alari, modificando la velatura in una soluzione a tre campate aumentandone l'apertura, e presentando in coda un nuovo e più largo piano orizzontale. Inoltre l'aereo era equipaggiato con un'arma lanciagranate e con una coppia di proiettori da ricerca.
Il progetto venne in seguito rielaborato, adottando modifiche nella velatura, nuove travi di coda e un nuovo carrello, e in questa configurazione ridenominato N.E.1 (Night-flying Experimental).
Il primo prototipo dell'N.E.1 volò per la prima volta l'8 settembre 1917. Il velivolo adottava un singolo proiettore da ricerca posizionato sul naso della gondola che ospitava le due postazioni in tandem, l'anteriore destinata al pilota per avere il miglior campo visivo possibile e la posteriore riservata all'artigliere dotata di apparecchiatura radio. Quest'ultima poteva essere equipaggiata da un 1.59-inch Breech-Loading Vickers Q.F. Gun, Mk II, un cannone calibro 40 mm originariamente ideato per la guerra di trincea, o da un cannone COW 37 mm gun da 37 mm in grado di lanciare proiettili da 1½ lb.
La propulsione era affidata a un motore Hispano-Suiza 8, un motore V8 raffreddato a liquido da 200 hp (149 kW), posizionato in configurazione spingente collegato a un'elica quadripala. La velatura era di tipo biplana, con piani alari dall'uguale apertura e dotati entrambi di alettoni, collegati tra loro da tre coppie di montanti interalari per lato. L'impennaggio era di tipo monoderiva con piano orizzontale dotato di equilibratori bilanciati del tipo "a corno".
Il primo prototipo rimase gravemente danneggiato il 14 settembre 1917, quindi ricostruito con una diversa gondola dalla quale era stato rimosso il proiettore, e l'artigliere, che era armato con il Vickers QF Mk II a retrocarica da 40 mm (1.59 in), spostato davanti al pilota. L'armamento integrò inoltre una mitragliatrice Lewis calibro .303 in (7,7 mm) fissa montata esternamente sul lato di dritta azionata dal pilota. In questa nuova configurazione venne riportato in volo il 4 ottobre 1917.
Benché le prove in volo avessero evidenziato che il N.E.1 era facile da governare sia in volo che in fase di atterraggio ed aveva un eccellente campo di fuoco per l'artigliere, il rapporto ufficiale sostenne che le prestazioni potevano non essere sufficienti per renderlo adatto al ruolo di caccia notturno. Nonostante questo, tutti e sei i prototipi vennero completati, con il secondo inviato al No. 78 Squadron RFC, mentre molti degli altri esemplari vennero utilizzati in ulteriori voli di prova.

## Utilizzatori
Regno Unito
- Royal Flying Corps

### Annotazioni
1. ↑  Senza proiettore da ricerca, 8,20 m (30 ft 2 in) con proiettore installato.
2. ↑  L'arma, pur essendo indicata anche come "Vickers-Crayford rocket gun", non aveva in realtà capacità di lanciare missili.

### Fonti
1. ↑  Bruce 1957, p. 413.
2. ↑  Bruce 1968, pp. 62-63.
3. ↑  Bruce 1968, p. 63.
4. ↑  Bruce 1968, p. 64.
5. ↑  Mason 1992, p. 113.
6. ↑  Bruce 1957, pp. 411-412.
7. ↑  Bruce 1968, pp. 64-65.
8. ↑  Bruce 1957, p. 412.
9. ↑  Bruce 1968, p. 65.